# هلموت سندمن
هلموت سندمن (انگلیسی: Helmut Sandmann؛ زادهٔ ۲۱ دسامبر ۱۹۴۴) بازیکن فوتبال اهل آلمان است.
از باشگاه‌هایی که در آن بازی کرده‌است می‌توان به باشگاه فوتبال هامبورگ اشاره کرد.